# Regent von Amsterdam

Das Wappen von Amsterdam mit der während der Amtszeit von Andries Boelens durch Maximilian I. verliehenen Kaiserkrone des Heiligen Römischen Reiches

Als Regenten von Amsterdam werden im erweiterten Sinn die Mitglieder der semi-autonom agierenden aristokratischen Stadtregierung Amsterdams vom späten Mittelalter bis 1795 bezeichnet. In der Regel bezeichnet der Begriff aber die oft langjährig und einflussreich regierenden Bürgermeister Amsterdams.
Aufgrund der ökonomischen Macht und der dadurch entstandenen politischen Führung Hollands und im Speziellen Amsterdams innerhalb der Republik der Vereinigten Niederlande fiel den Amsterdamer Regenten speziell im Goldenen Zeitalter auch eine eminente außenpolitische und diplomatische Rolle zu.

## Struktur
In der Stadtregierung Amsterdams konnten zunächst jene männlichen Bürger sitzen, welche die Stadtrechte besaßen (poorter). Im Laufe des Spätmittelalters erreichten es einige patrizische Familien, die Handwerker aus der Mitgliedschaft der Stadtregierung auszuschließen und sich selbst zu einem erblichen Stadtadel zu erheben. In Amsterdam (wie in den anderen Städten der niederländischen Republik) bestand die Stadtverwaltung aus dem Magistrat und der Vroedschap. Die aus 36 Personen bestehende Vroedschap ernannte den Magistrat, welcher aus vier Bürgermeistern (darunter einem regierenden) und einer Anzahl Ratsherren (Schepen) bestand. Ab dem ausgehenden 14. Jahrhundert wurden für die Stadt Amsterdam vier gleichzeitig amtierende Bürgermeister gewählt, die jeweils für ein Jahr im Amt blieben. Jedes Jahr schied der am längsten dienende, der auch Präsidierender Bürgermeister genannt wurde, aus und wurde durch einen gewählten Nachfolger ersetzt. Eine ununterbrochene Regierungszeit von mehr als zwei Jahren war ausdrücklich untersagt, um die Entstehung einer geschlossenen Oligarchie zu verhindern. Nach Verstreichen der zwei Jahre war eine Wiederwahl dann allerdings möglich.
In Krisenzeiten bestimmte der jeweilige Statthalter aus dem Haus Oranien als der höchste Provinz-Regierungsbeamte neue Vroedschapsleden, um sicherzustellen, dass die oranischen Anhänger an die Macht kamen. Diesen Vorgang, für den eine juristische Basis fehlte, nannte man Wetsverzetting (Wechsel der Legislative). Ein solcher vollzog sich in Amsterdam im Jahre 1619 nach dem Sturz von Johan von Oldenbarnevelt, im sogenannten Rampjaar 1672 nach dem Sturz von Johan de Witt, dann 1748, dem Ende der Zweiten statthalterlosen Periode, sowie 1787 nach dem Einzug der Preußen und der Zerschlagung der holländischen Patriotenbewegung.

## Geschichtlicher Überblick

### Ursprung
Als erster Bürgermeister trat im Jahre 1343 Godevaert Wormbouts auf. Die Bürgermeister des 14. und 15. Jahrhunderts sind aufgrund der verwendeten Patronyme manchmal nur schwer in Familien einzuordnen.

### Anfänge des mächtigen Amsterdamer Regentenpatriziats
Zu Beginn der Neuzeit waren die Ämter in der Stadtregierung zunehmend den Mitgliedern weniger Familien vorbehalten. In diesem Zeitraum deuten die langen Amtsperioden der Familie Boelens Loen auf die Herausbildung einer geschlossenen Regierungselite hin. Als erster wirklicher Stadtregent – im Sinne von lat. regere „regieren“, in Anlehnung an die patrizischen Senatoren und Konsule, die das antike Rom regierten – gilt der spätmittelalterliche Bürgermeister Andries Boelens. Seine Familie, die Boelen-Heijnen-Sippe, konnte im Jahre 1495 die Macht von der Sippe (maagschap) des Jacob Jonge Jacobsz übernehmen und die Stadt mittels eines untereinander eng verwandten und vernetzten Regentenpatriziates regieren, das die mächtige Stadt zu einer aristokratischen Republik mit oligarchischen Zügen machte. Andries Boelens gilt auch aufgrund seiner langen Amtszeit von 1496 bis 1517 und der daraus resultierenden Machtkonzentration- und Entfaltung als Vorbild der großen Regentendynastien des 17. Jahrhunderts. Im Jahre 1538 verloren die Boelen-Heijnen-Sippe ihre herausragende Position auch aufgrund ihrer religiösen Haltung im Baptistenaufruhr an die Sippe des Hendrick Dircksz und des Joost Buyck. Diese spanisch und katholisch orientierte Sippe verlor die Führerschaft 1578 bei der Alteratie von Amsterdam wiederum an die mit der protestantischen Familie Boelens Loen verwandten Geschlechter. Als Protagonisten der Periode nach 1578 agierten vordergründig die Geschlechter Bicker, Geelvinck, De Graeff, Hooft, Huydecoper van Maarsseveen und die Witsen.

## Galerie

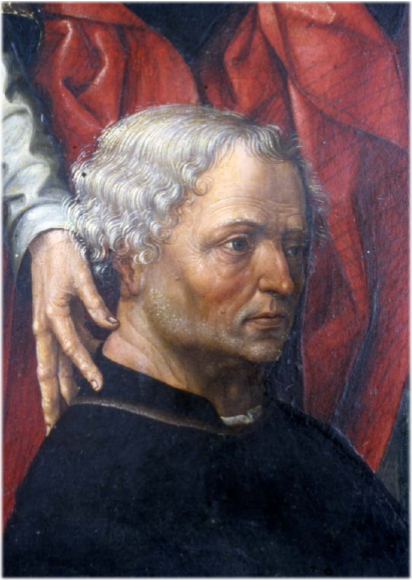
Andries Boelens (1455–1519), Amsterdams erster wirklicher Regent
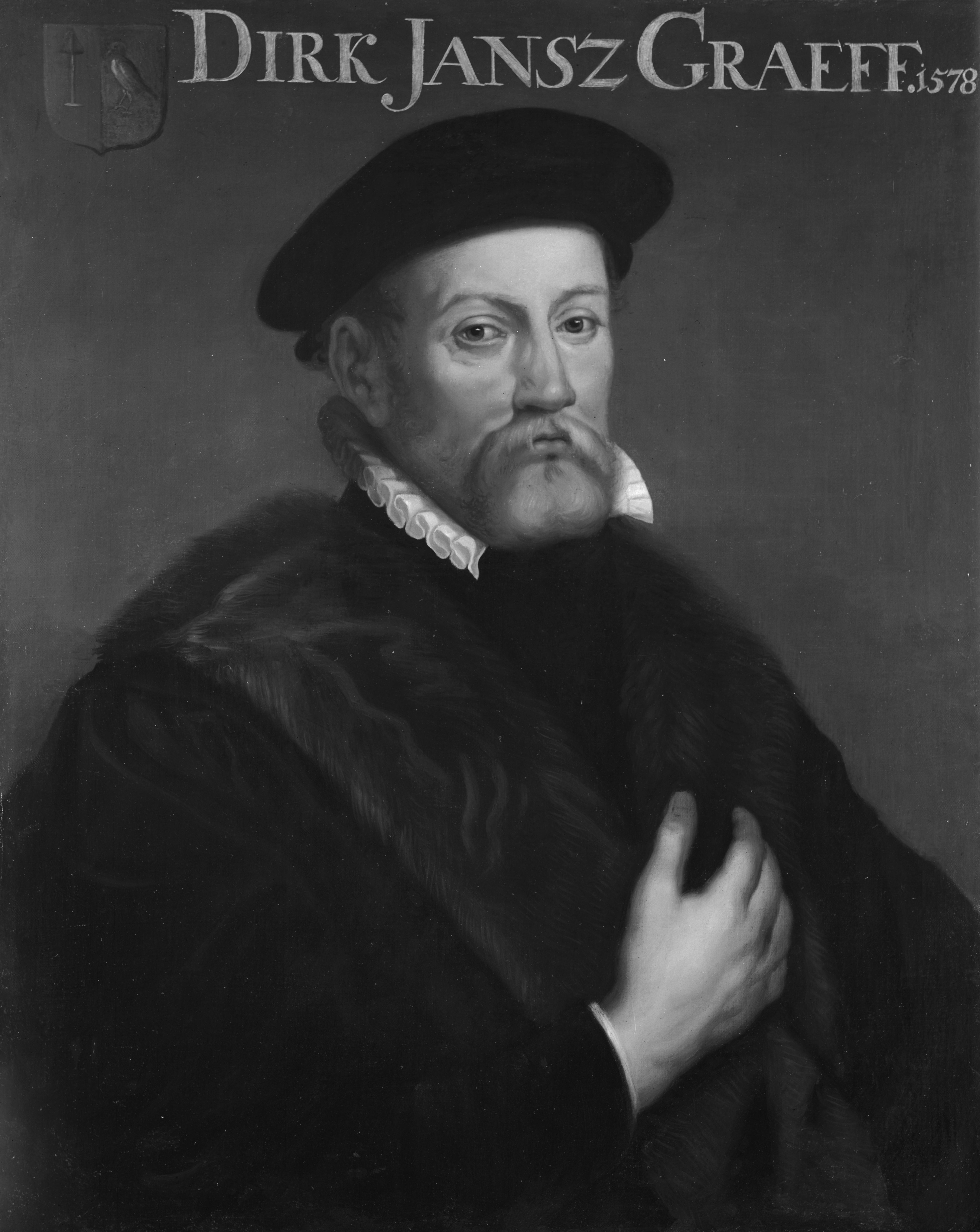
Dirck Jansz Graeff (1532–1589), Begründer der politischen Vormachtstellung der De Graeff-Familie
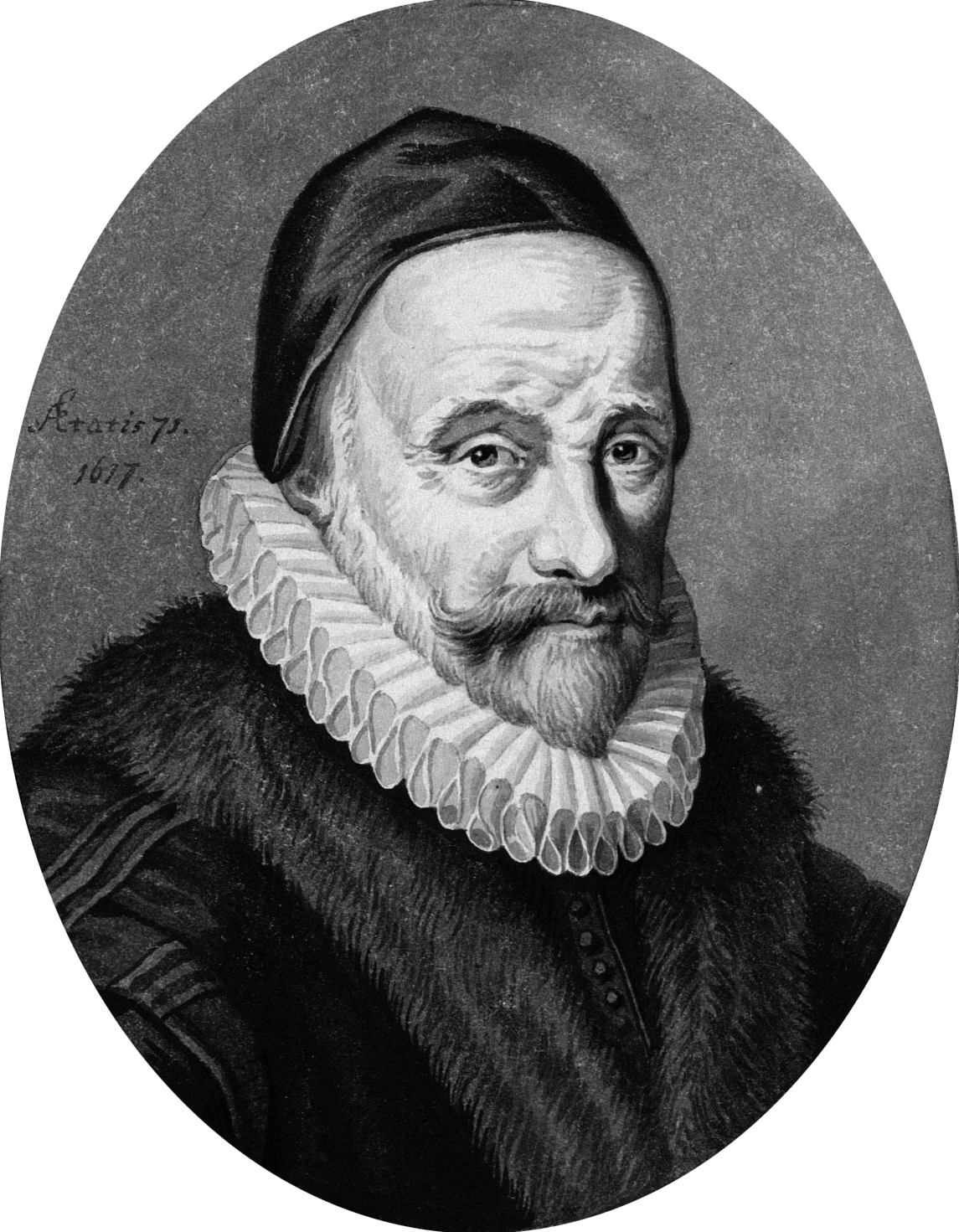
Cornelis Hooft (1547–1627), Begründer der politischen Vormachtstellung der Hooft-Familie
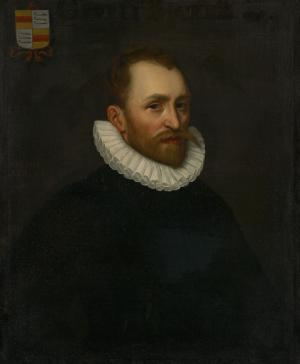
Gerrit Bicker (1554–1604), Begründer der politischen Vormachtstellung der Bicker-Familie
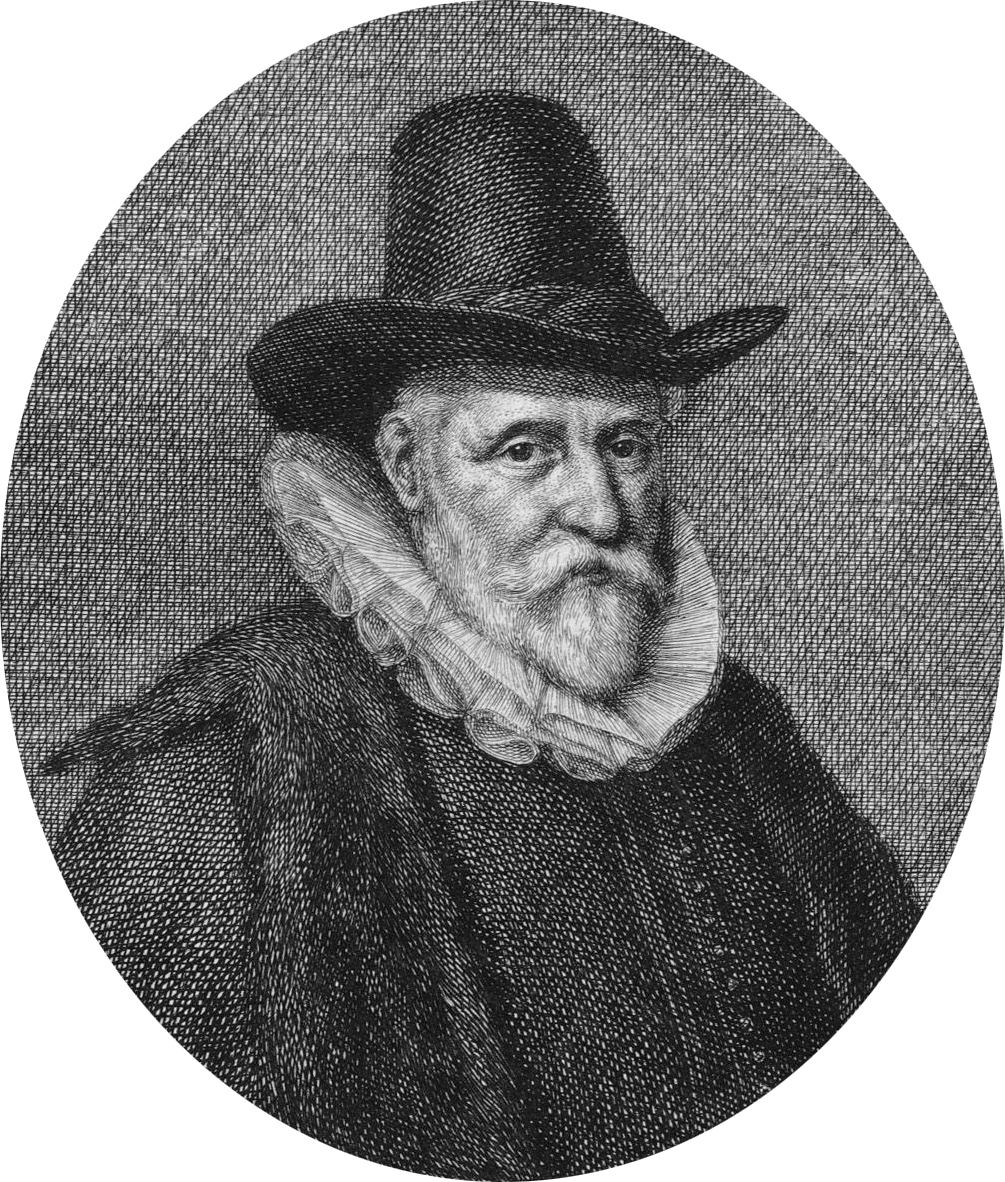
Gerrit Jacobsz Witsen († 1626), Begründer der politischen Vormachtstellung der Witsen-Familie
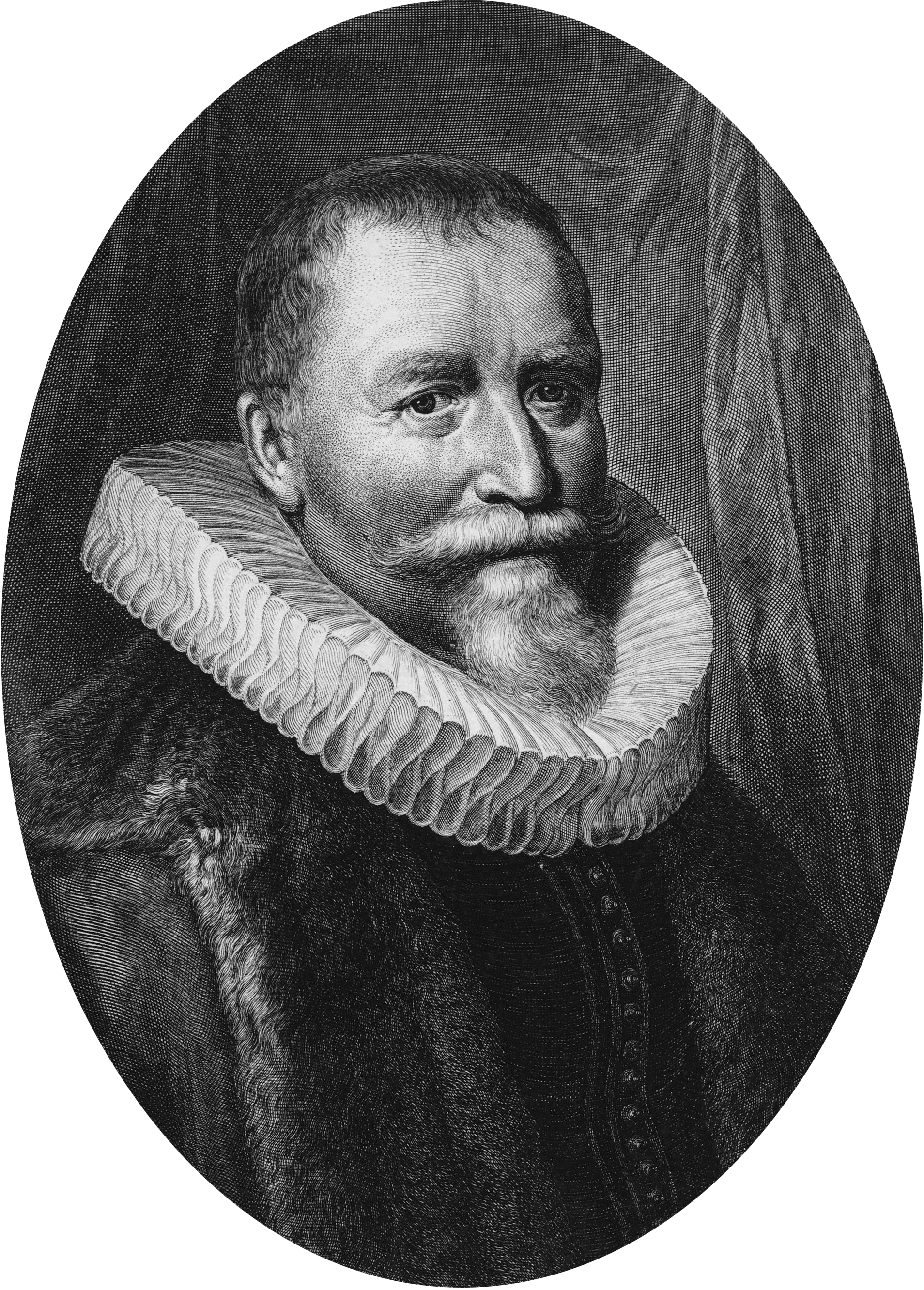
Reinier Pauw (1564–1636), Begründer der politischen Machtstellung der Pauw-Familie
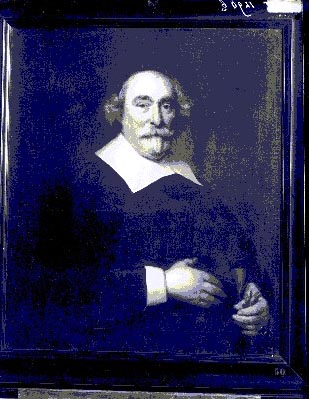
Jan Cornelisz Geelvinck (1579–1651), Begründer der politischen Vormachtstellung der Geelvinck-Familie

### Höhepunkt der Regentenmacht im Goldenen Zeitalter

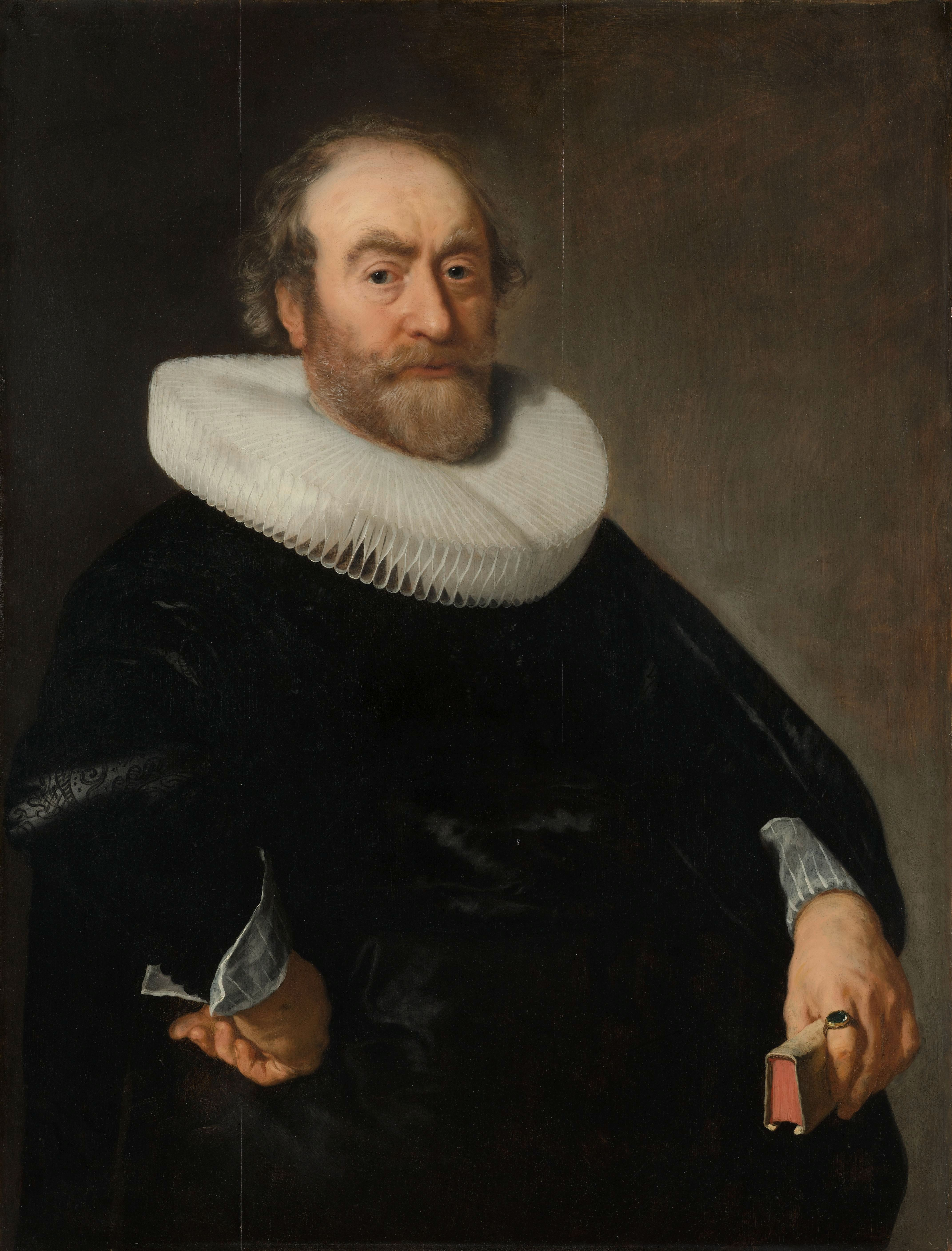
Andries Bicker (1586–1652), Amsterdams mächtiger Regent, der vehement gegen das Machtstreben des Hauses Oranien auftrat

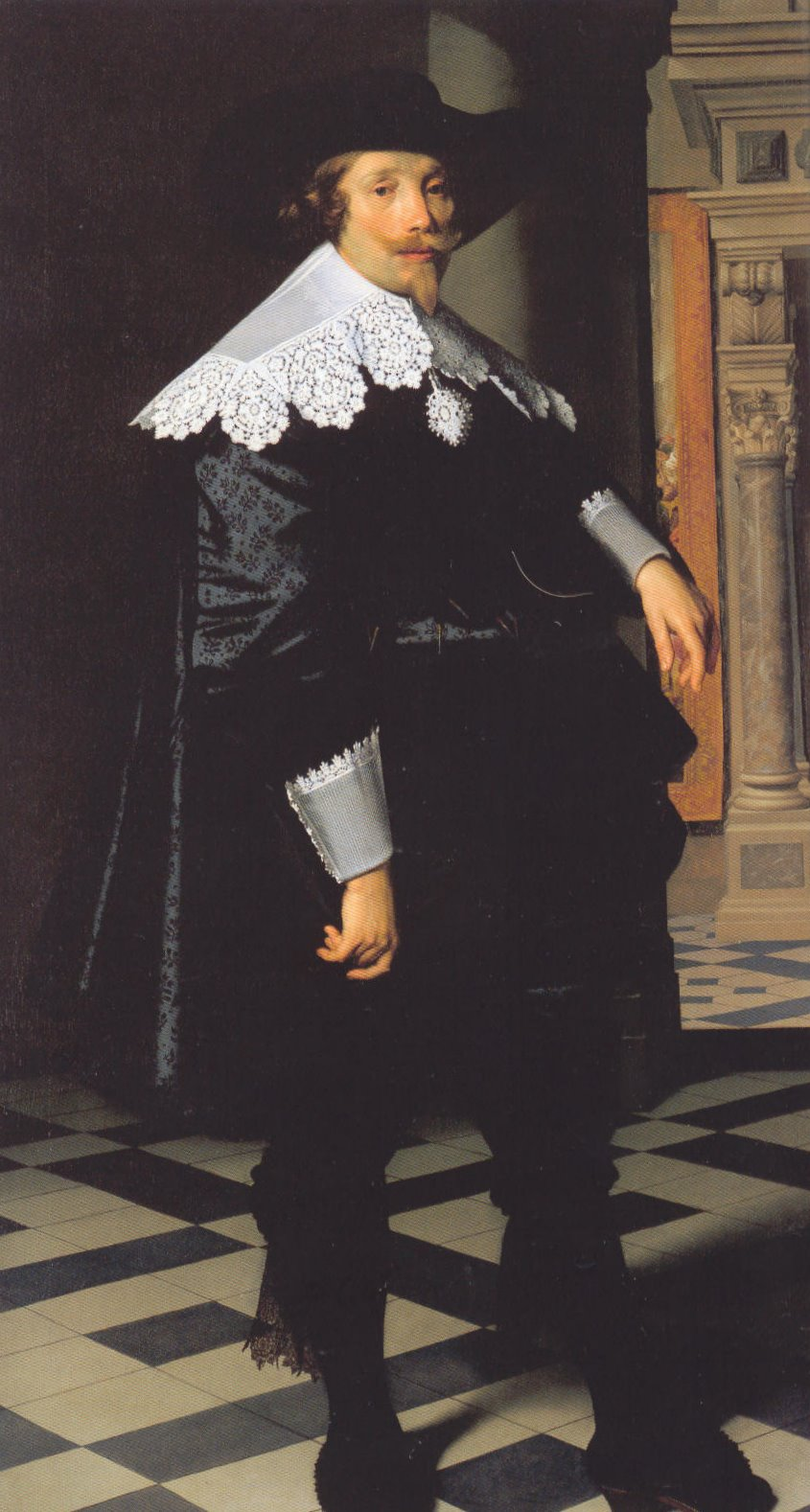
Cornelis de Graeff (1599–1664), Amsterdams größter Regent im Goldenen Jahrhundert der Niederlande

Im Goldenen Jahrhundert, in dem die Provinz Holland mit Amsterdam den Großteil des Bruttosozialproduktes der Vereinigten Niederlande erwirtschaftete, erhielten die Stadtregenten eine annähernd souveräne Machtbasis, die sie zum finanziellen Wohl der Stadt und zu ihrem persönlichen Vorteil auszunutzen wussten. Viele Regenten des 17. Jahrhunderts nutzten ihr politisches Gewicht, um in den Angelegenheiten der Republik entscheidend Einfluss zu nehmen. Durch die ökonomische Macht und die dadurch entstandene politische Führung von Holland und im Speziellen von Amsterdam innerhalb der Niederländischen Republik fiel den städtischen Politikern auch eine eminente außenpolitische und diplomatische Rolle zu. Der niederländische Historiker und Archivar Sebastiaan A. C. Dudok van Heel meinte über die Macht der Familien wie die der de Graeff und Bicker: „In Florenz wären Familien wie Bicker und De Graeff ungekrönte Fürsten gewesen.“ Dagegen blieb eine Erhebung in den Adelsstand in den Niederlanden undenkbar.

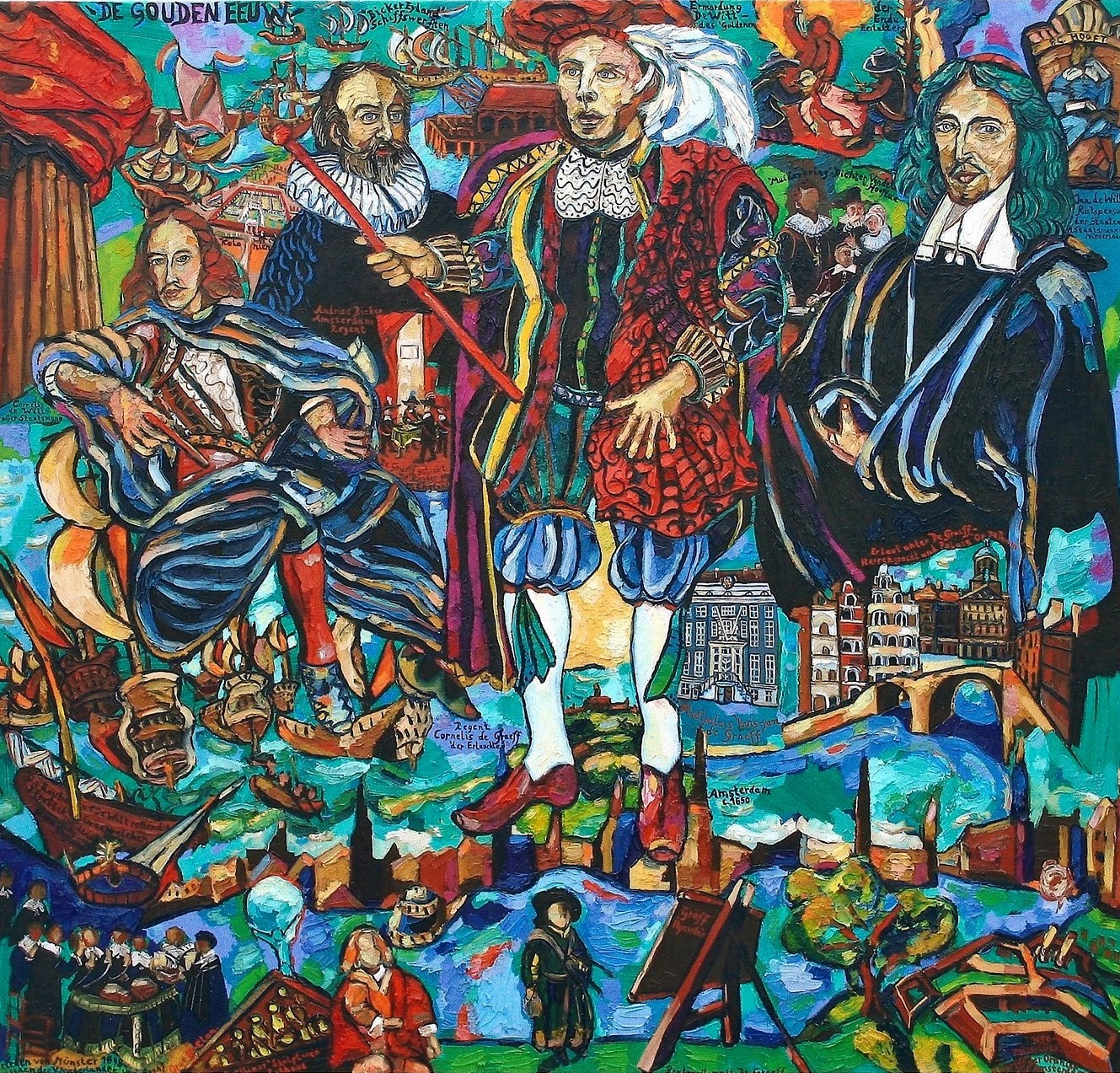
Historisches Gemälde „De Gouden eeuw“ über die Familie De Graeff im Niederländischen Goldenen Zeitalter. Die Protagonisten werden rund um den Amsterdamer Regenten Cornelis de Graeff (Mitte) sowie seine Verwandten und politischen Mitstreiter Johan de Witt (rechts), Cornelis de Witt (links) und Andries Bicker (zweiter von links) positioniert, eingerahmt von markanten Ereignisse dieser Epoche. (Gemälde von Matthias Laurenz Gräff, 2007)

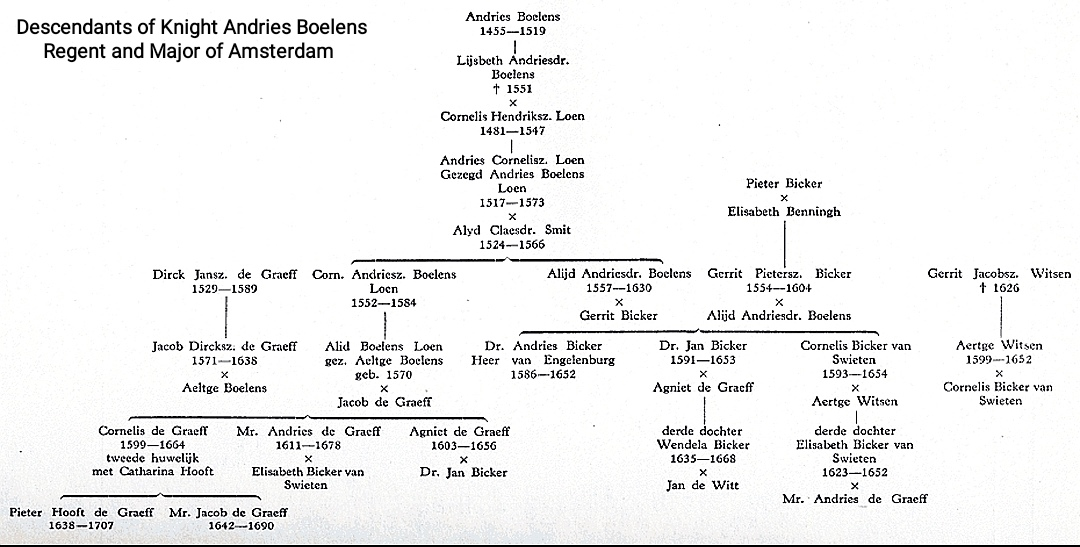
Übersicht über die maßgeblichen Familienbeziehungen der Amsterdamer Oligarchie, Abstammungen von Andries Boelens, um die Geschlechter Boelens Loen, De Graeff, Bicker (van Swieten), Witsen sowie Johan de Witt im Goldenen Zeitalter.

Nach dem politischen Ende des oranisch gesinnten Reinier Pauw in den 1620er Jahren kam die Leitung der Stadtregierung in die Hände einer „arminischen Clique“ rund um Andries Bicker und Jakob Dircksz de Graeff. Diese gab auch der, seit der Ermordung von Johan van Oldenbarnevelt geschwächten, republikanischen Staatspartei neue Impulse und konnte die Amsterdamer Politik für einen langen Zeitraum bestimmen. Ab diesem Zeitpunkt bildete sich innerhalb Amsterdams eine starke anti-orangistisch geprägte Elite heraus. Exemplarisch hierfür stehen Andries Bicker und sein Cousin Cornelis de Graeff. De Graeff konnte es sich dank der politischen und finanziellen Macht seiner Stadt erlauben, Admiral Michiel de Ruyter gegen die englische Flotte auszusenden, oder Bündnisse mit souveränen Staaten wie Dänemark oder Polen abzuschließen. Andries Bicker führte einen offenen Kampf gegen die oranischen Statthalter Friedrich Heinrich und Wilhelm II., bei dem er das Wohl der noch jungen Republik auf das Spiel setzte.
Höhepunkt der städtischen Regentenmacht war aber die von den Familien Bicker und De Graeff für die Republik erzwungene Teilnahme an den Friedensverhandlungen von Münster. Dieser konnte den niederländischen Generalstaaten nur aufgrund der Notwendigkeit Hollands und Amsterdams für die gesamten Niederlande auferlegt werden. 1648 traten die Vereinigten Niederlande aufgrund des immensen politischen Drucks des gesamten Bicker-De Graeff Clans in Friedensverhandlungen mit Spanien, um beim Frieden von Münster den Achtzigjährigen Krieg zu beendigen.
Nach dem Tod des Statthalters Wilhelm II. im Jahre 1650, und der damit verbundenen Ersten Statthalterlosen Periode, lag die politische Macht innerhalb Hollands hauptsächlich bei zwei staatsgesinnten, sprich republikanischen, Familien. In Amsterdam lag diese bei den Gebrüdern Cornelis und Andries de Graeff, und in Den Haag bei den Gebrüdern Johan und Cornelis de Witt, den Anführer der Staatsgesinnten Fraktion Hollands, was durch deren enge Zusammenarbeit und gegenseitige Verwandtschaft verstärkt wurde.
Aber auch Johan de Witt musste sich auf das Wohlwollen des Amsterdamer Patriziats verlassen, um 1653 durch Cornelis de Graeffs Zustimmung zum Ratspensionär Hollands gewählt zu werden, und dadurch zum einflussreichsten Politiker der niederländischen Staaten zu avancieren. Die Basis für seine politischen Erfolge bildete die Verwandtschaft zu den Amsterdamer Regierungsfamilien.
In den Jahren 1660/61 verfolgte die Fraktion De Graeff eine pro-englische Strategie, die ihr die militärische Unterstützung gegen Spanien und den freien Handel (vrij schip, vrij goed) sicherte. Schlussendlich brauchte man einen starken Verbündeten, um das republikanische System in den Niederlanden zu sichern. Aus diesem Grund wurde unter der Leitung der Gebrüder Andries und Cornelis de Graeff eine Kommission gegründet, welche dem englischen König Karl II. das sogenannte holländische Geschenk, bestehend aus zahlreichen wertvollen Gemälden und Kunstgegenständen, überreichte. In der Folge führte die Schenkung zum Streitpunkt zwischen den verschiedenen politischen Fraktionen Hollands.

#### Amsterdam im Rampjaar 1672
Als im Rampjaar 1672 die Lage in der Republik durch die einbrechenden französischen Truppen immer prekärer wurde, gelang es der oranisch gesinnten Fraktion von Gillis Valckenier die Macht der gegnerischen Fraktion De Graeff des Andries de Graeff an sich zu reißen und eine Mehrheit in der Vroedschap zu erlangen. Im Frühsommer entsagte die von der französischen Invasion bedrohte Bevölkerung Johan de Witt die Gefolgschaft und spielte sich somit selbst in die Hände der Oranierpartei. Amsterdam tat alles um Holland nicht den Franzosen preisgeben zu müssen. Die Staaten von Holland planten eine Hollandsche linie als Schutz zu errichten. Seitens Amsterdams trieb Andries de Graeff den Schutzbau voran und war als Festungskommissar im Einsatz.
Im Juli desselben Jahres beschloss das Amsterdamer Stadtparlament (Vroedschap) die Aufhebung des im Jahre 1667 geschaffenen Eeuwig edict, das die Abschaffung der (oranischen) Statthalterschaft geregelt hatte, und beschloss, Wilhelm III. von Oranien zum neuen Statthalter von Holland auszurufen. Den Gebrüdern Johan und Cornelis de Witt wurde mittels Pamphleten von oranischen Parteigängern unterstellt, gemeinsam mit Ludwig XIV. von Frankreich das Haus Oranien durch das der De Witt ersetzen zu wollen. Im August wurden die Gebrüder von einem durch oranische Parteigänger aufgebrachten Volksmob auf grausame Weise ermordet. Nach diesen innenpolitischen Umwälzungen stand das Volk geschlossen hinter den Oranien. So wie in anderen Städten auch, forderten große Volksmassen, dass die Amsterdamer Vroedschap von den Vertrauten und Parteigängern der De Witts gesäubert werden muss. De Graeffs Verbündeten, Bürgermeister Henrick Hooft, wurde mit dessen Steinigung gedroht, falls er nicht das Amt niederlegen werde. An Mauern in der Stadt war die Aufschrift zu lesen: Seid auf der Hut, Bürger, die Verräter sind wieder aktiv. Es sind: Reinst, Vlooswijk, de Graeff, Outshoorn, Hooft, Pol, Bontemantel. Dies veranlasste die Amsterdamer Vroedschap sowie die Gecommitteerde Raden (Staatsrat) in Den Haag die bei der Oranierpartei unerwünschten Republikaner sowie die Fraktion De Graeff von der Regierung auszuschließen.
Am 5. September veranlasste der andauernde Aufruhr und Volkszorn die Amsterdamer Vroedschap aufgrund der Beunruhigung in der Gemeinde, und Massakern und Plünderungen vorzubeugen den neuen Statthalter das Gesetz zu ändern, dahingehend, dass gewisse Regenten durch solche ersetzt werden können, die dem Statthalter wohlgesonnener gegenüber stehen, und somit die Ordnung innerhalb der Stadtregierung wiederherstellen. Dieses Gesetz gestattete nun der Amsterdamer Vroedschap am 10. September die bei der Oranierpartei unerwünschten Republikaner von der Regierung auszuschließen. Ab dem 10. September wurden folgende 16 Stadtregenten aus der Regierung ausgeschlossen: Johan van de Poll und Lambert Reynst als regierende Bürgermeister, Hans Bontemantel als Präsident-Schepen, Willem Blauw und Andries de Graeff als regierende Schepen, Nicolaas van Capelle, Jacob de Graeff, Pieter Schaep, Jan Hulft und Willem Backer als Schepen sowie die alten Schepen Roetert Ernst, Dirck Spiegel, Nicolaes van Waveren, Arnout Hooft und Gerard Bors van Waveren. Am 15. September folgte ihnen der regierende Schepen Pieter de Graeff nach. Statt diesen staatsgesinnten Patriziern wurden orangistisch gesinnte wie Coenraad van Beuningen, Johann van Waveren Hudde (Johan Hudde), Louis Trip oder Gillis Sautijn berufen.
Damit endete auch die bisherige Machtausübung der vorwiegend republikanisch gesinnten Amsterdamer Patrizier. Die vormals staatsgesinnte Bastion wurde durch Wilhelm III. und Gillis Valckenier durch oranisch gesinnte Politiker zersetzt. Das Rampjaar brachte die einschneidendste Veränderung der Amsterdamer Regierung seit der Alteratie von 1578 mit sich.
Im Endeffekt verlor auch die Stadt Amsterdam dadurch ihre politische und wirtschaftliche Vormachtstellung an Den Haag.

##### Conclusio und Ausblick
Die Konflikte zwischen Wilhelm III. von Oranien und den Patriziern Amsterdams im Rampjaar 1672 zeigten, dass weder Gillis Valckenier noch Henrick Hooft als überzeugte Orangisten gelten können. Ausschlaggebend waren hierbei hauptsächlich die Handelsinteressen für die sich Valckenier einsetzte und zugleich seinem Rivalen Andries de Graeff eine verschwenderische Politik vorwarf. Ebenfalls entstand die antifranzösische Politik von Valckenier und Coenraad van Beuningen aus ihrer Überzeugung, dass davon er Handel profitieren würde. Das macht ihren Konflikt mit Johan de Witt, dem Inbegriff der „Französischen Verbindung“, und auch De Graeff, verständlich. Es ist anzunehmen, dass es für Valckenier nicht von primären Interesse war, ob der Oranier Statthalter werden würde. Als dieser nach 1674 für die Fortsetzung des Krieges mit Frankreich eintrat, kam es zu Auseinandersetzungen mit Valckenier, weil Amsterdam nun vom Frieden profitierte.
Tatsächlich kann die Versöhnung von Hooft und Valckenier im Jahr 1676 nur dadurch erklärt werden, dass für sie die Interessen von Amsterdam und ihrer eigenen Fraktionen die ideologische Frage nach der Stellung des Oranier und der Republikanischen Ordnung. Parteikämpfe spielten in der Stadtpolitik eine untergeordnete Rolle. Es waren Fraktionen, oder vielmehr Fraktionsführer, die den Kurs vorgaben, und zumeist nur die Interessen der Stadt und ihrer eigenen Fraktion vertraten. Valckeniers Entscheidung sich hinter den Oranier zu stellen war eine pragmatische. Im Gegenzug verhalf Wilhelm III. fast ausschließlich Freunden und Verwandten von Valckenier zu einem Sitz in der Vroedschap.

### Niedergang des Regentenpatriziats im 18. Jahrhundert
Aber auch in der Wende zum 18. Jahrhundert zeigten die regierenden Bürgermeister Amsterdams politischen Eigenwillen und Durchsetzungsvermögen, der sie in den Gegensatz zu Wilhelm III. von Oranien brachte. Hierbei sollen Joan Huydecoper (II) van Maarsseveen und auch Johann van Waveren Hudde (Johan Hudde) sowie Nicolaes Witsen erwähnt werden. In der ersten Hälfte des 18. Jahrhunderts, der sogenannten Zweiten statthalterlosen Periode, regierten die Geschlechter Corver, Trip, Six und Van de Poll Amsterdam, ihren Vorgängern gleich, in einer abgeschlossenen Hegemonie. Während dieser Periode waren die staatsgesinnten Bürgermeister Jan (II) Six, Jan Trip van Berckenrode, Lieve Geelvinck und Jan (III.) van de Poll Triebfedern für das republikanische Zentrum Hollands. Aber zu solch einer staatstragenden Rolle wie ihre Vorgänger des vorangegangenen Jahrhunderts konnten diese nicht mehr gelangen. Ein sich selbst schwächendes Phänomen war auch der aufgekommene Ämterschacher, diverse Regierungsämter wurden so an den meistbietenden verkauft. Im Laufe des späten 18. Jahrhunderts stand Bürgermeister Hendrik Hooft an der Spitze der holländischen Patriotenbewegung.

### Das Ende der niederländischen Stadtregierungen
Das Ende des bis dahin noch annähernd souverän agierenden Patriziats setzten zwei Ereignisse am Ausklang des 18. Jahrhunderts. Im Jahre 1787 erfolgte der Einfall des preußischen Heeres in die Stadt Amsterdam, die patriotischen Strömungen wurden mit Militärgewalt niedergeschlagen, und die Oranier wurden erneut als Statthalter eingesetzt. Das endgültige Ende des Amsterdamer Patriziats fällt in das Jahr 1795, dem Einzug der Franzosen in die Niederlande und der Ausrufung der Batavischen Republik. Mit den französischen Revolutionsgesetzen endete eine lange Epoche des sich selbst regierenden Regentenpatriziats. Die letzte politisch bestimmende Person in Amsterdams Stadtpolitik war Niederlandes späterer Regierungsvorsitzender Jan Bernd Bicker gewesen.

## Galerie

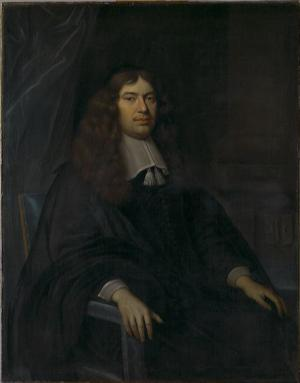
Gillis Valckenier (1623–1680), nach dem Rampjaar 1672 der mächtigste Regent Amsterdams
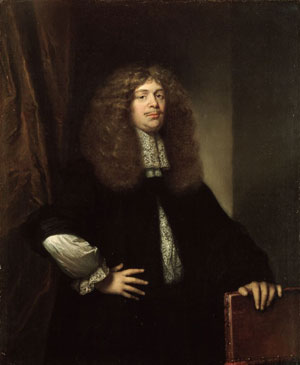
Coenraad van Beuningen (1622–1693), Hollands großer Diplomat war nach dem Rampjaar einer der einflussreichsten Regenten Amsterdams
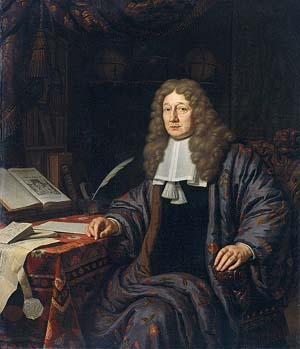
Johann van Waveren Hudde (Johan Hudde) (1628–1704), der bedeutende Mathematiker diente 30 Jahre lang als einer der vier Bürgermeister
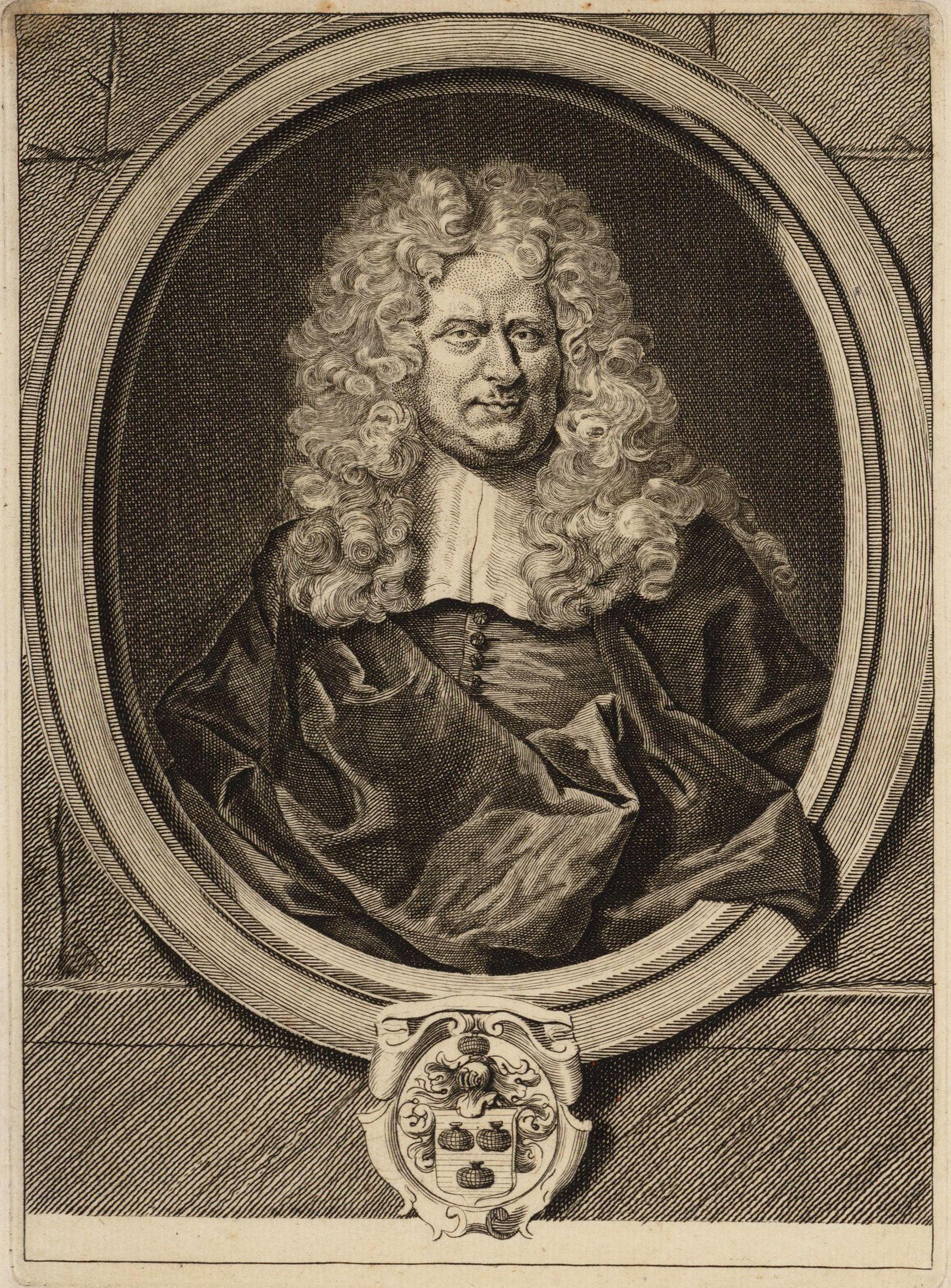
Joan Corver (1628–1716), der bedeutende und langjährige Amsterdamer Bürgermeister war ein pro-englischer Staatsmann und suchte den Frieden mit Frankreich
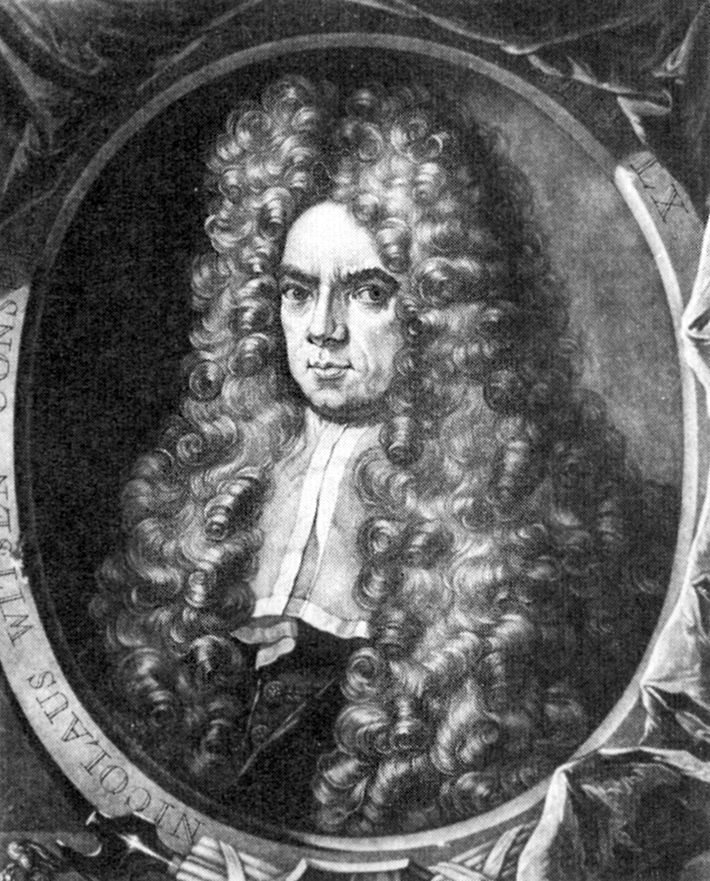
Nicolaes Witsen (1641–1717), der Mentor von Zar Peter I. war ein langjähriger Bürgermeister gewesen
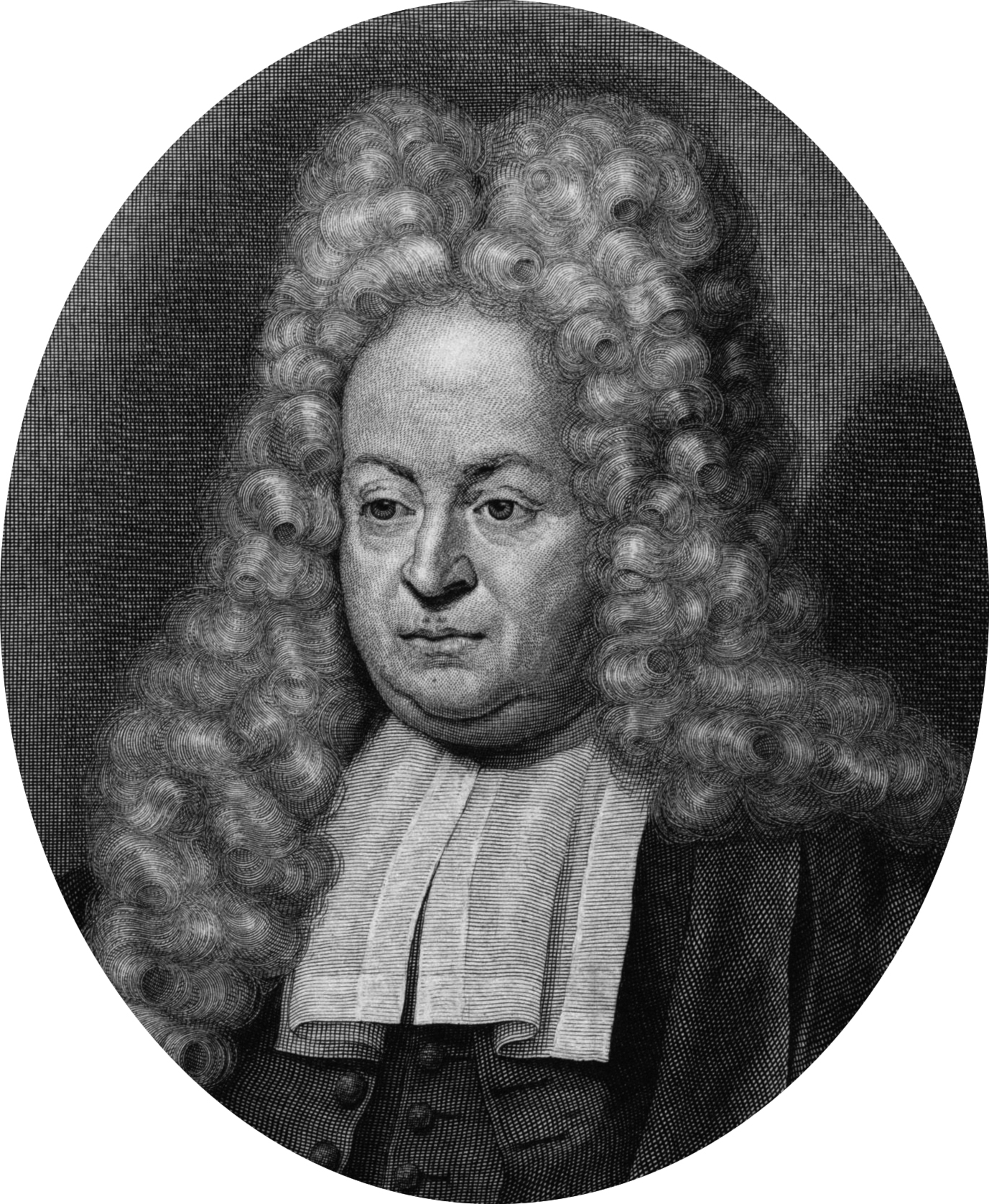
Jan Trip van Berckenrode (1664–1732), war während der Zweiten statthalterlosen Periode ein staatsgesinnter Regent Amsterdams
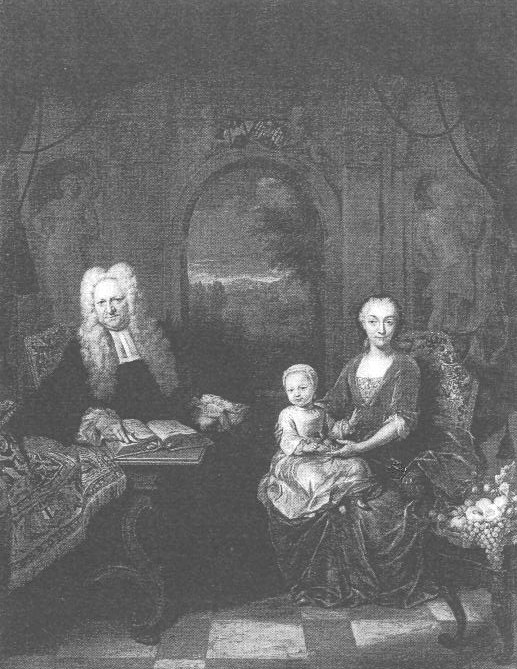
Lieve Geelvinck (1676–1743), während der Zweiten statthalterlosen Periode langjähriger staatsgesinnter Bürgermeister und Regent
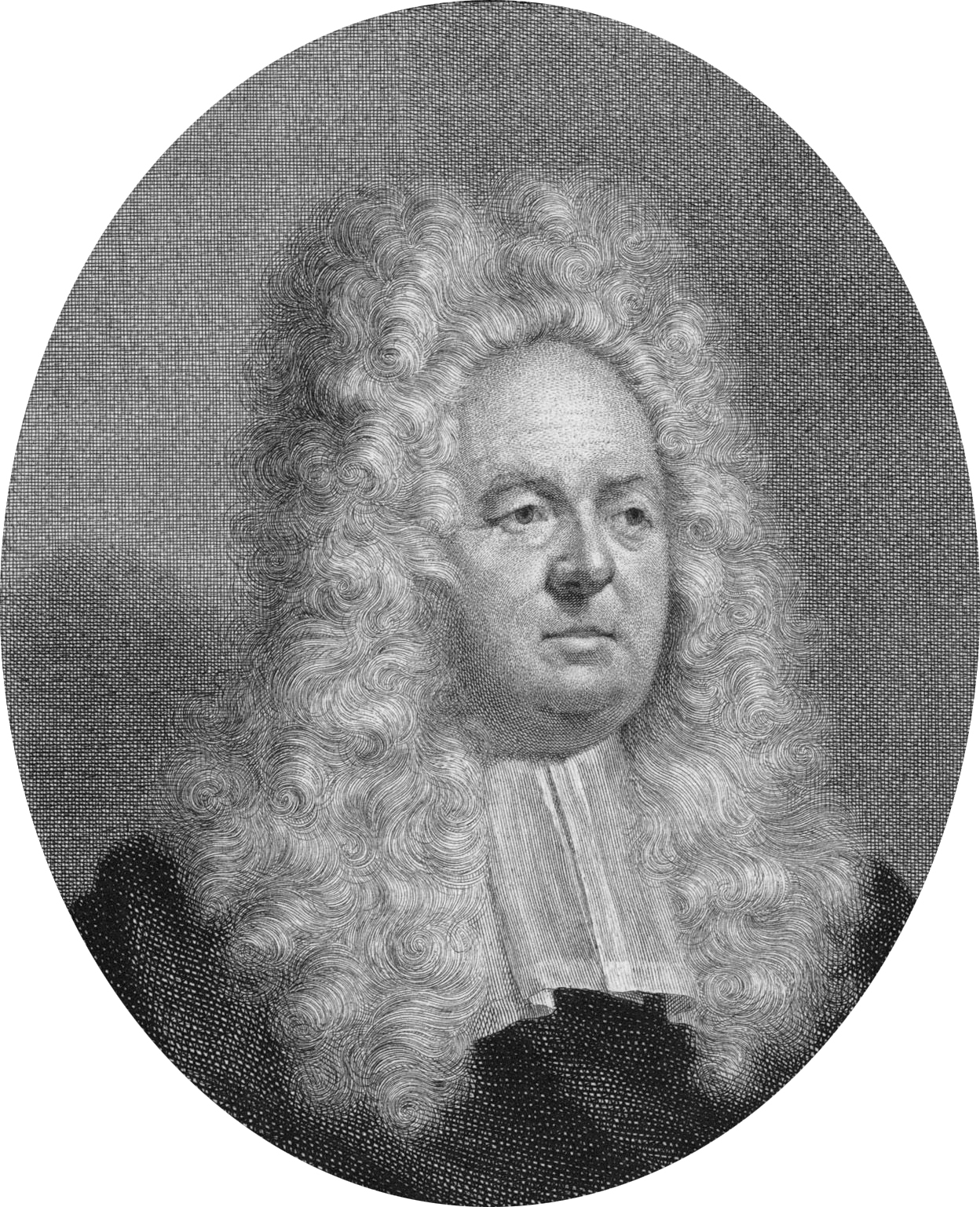
Jan (II) Six (1668–1750), langjähriger staatsgesinnter Bürgermeister der Zweiten statthalterlosen Periode
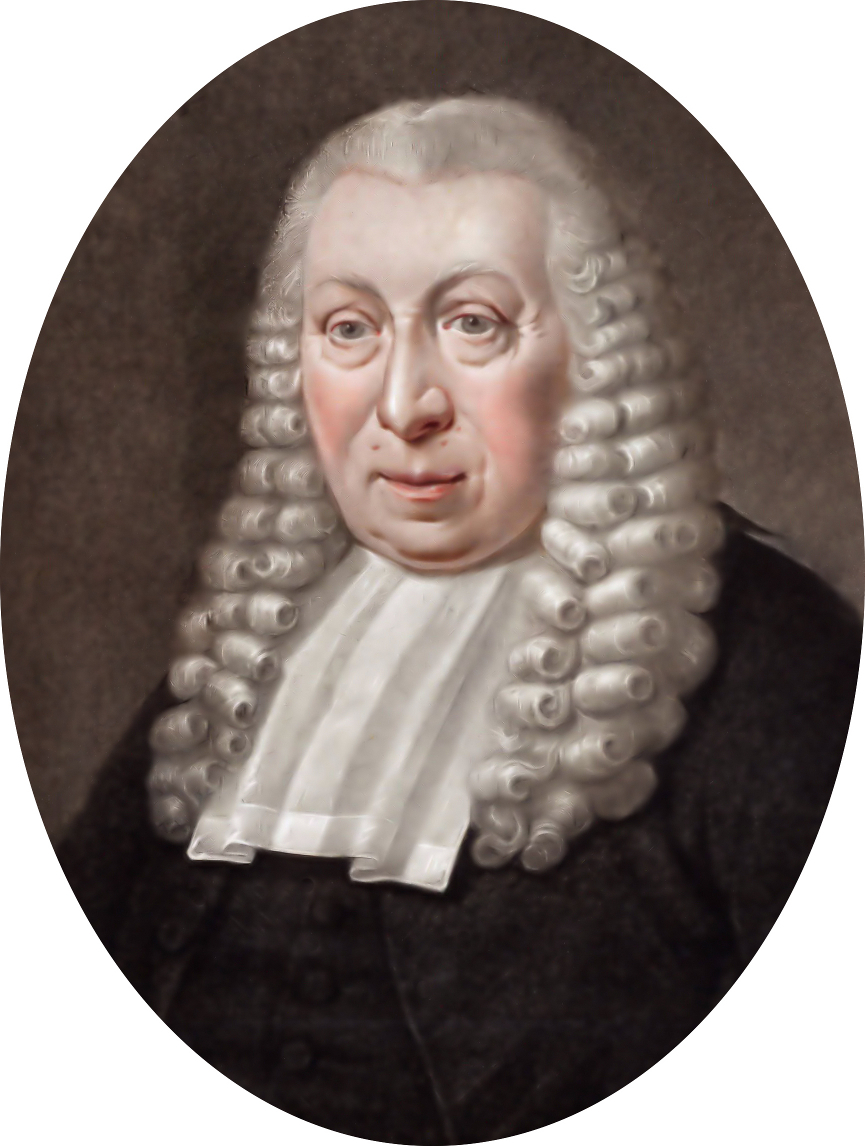
Hendrik Hooft (1716–1794), Amsterdamer Regent der an der Spitze der holländischen Patriotenbewegung stand
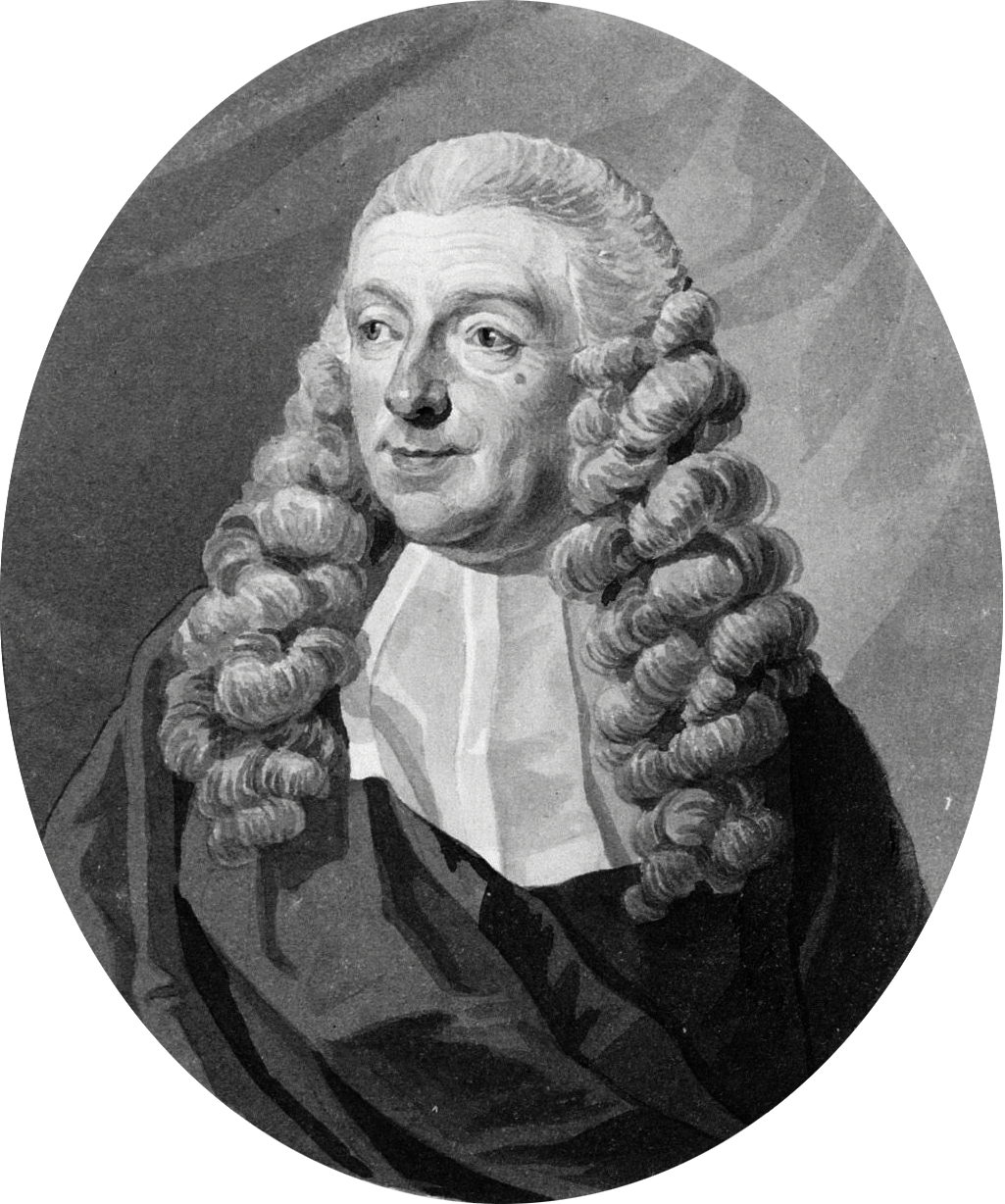
Joachim Rendorp (1728–1792), war einer der letzten Amsterdamer Regenten und ein fähiger niederländischer Diplomat des 18. Jahrhunderts
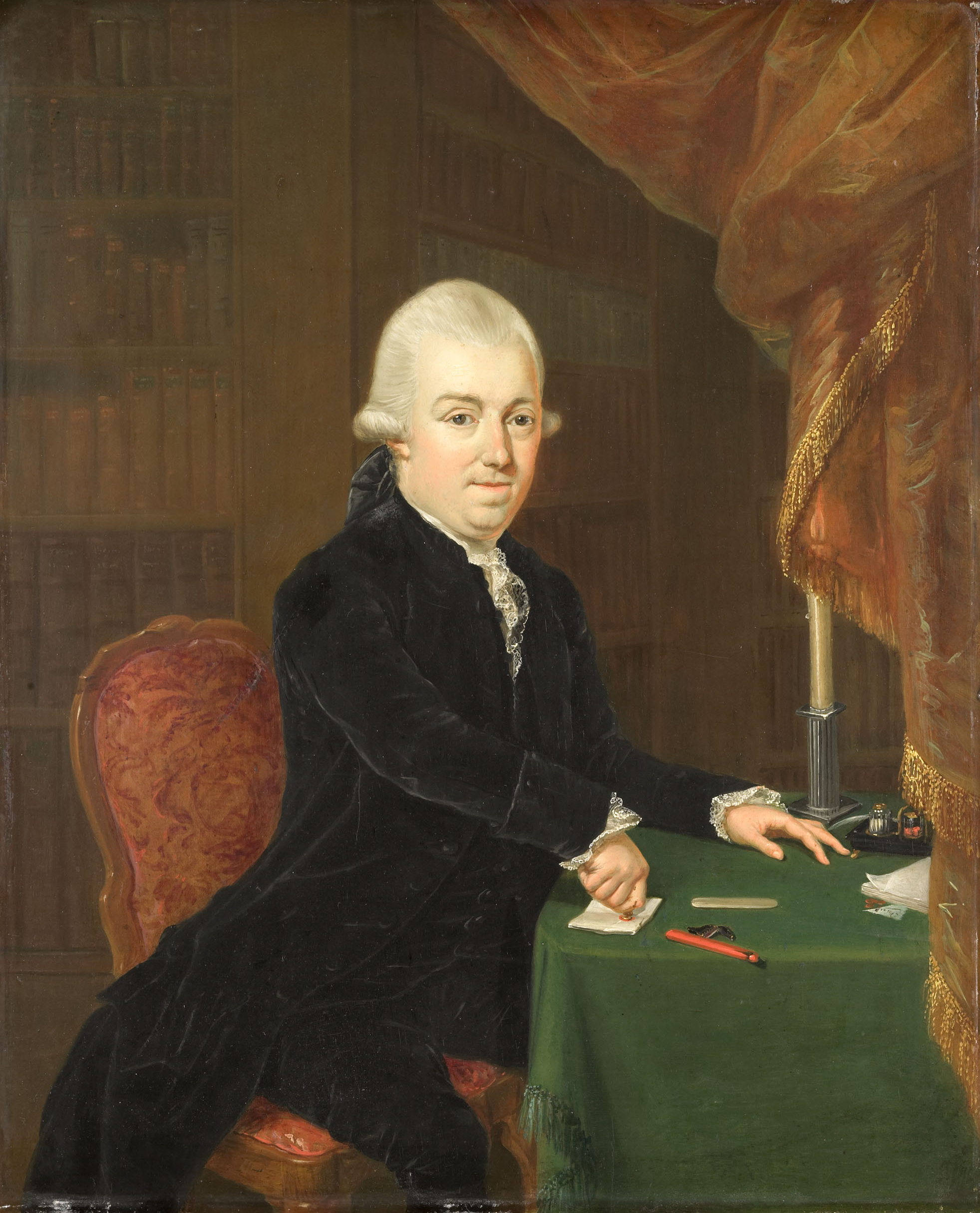
Jan Bernd Bicker (1746–1812), das Amsterdamer Regierungsmitglied war ein bedeutender niederländischer patriotischer Politiker und führte während zwei kurzen Perioden den Vorsitz der Batavischen Republik

## Schout (Schultheißen) der Stadt Amsterdam
Im Mittelalter wurden die Schouts und die Schepen durch den Grafen von Holland oder dessen Vertreter, dem Baljuw (Vogt) van Amstelland, eingestellt. Seit dem Jahre 1342 stellten die Schouts, als gräfliche Stellvertreter und Beamte, und die Schepen die städtischen Verordnungen auf, um hierbei von den jeweiligen Bürgermeistern als Räte unterstützt zu werden. In der folgenden Zeit konnten die Bürgermeister ihren Einfluss auf die städtische Regierung ausbauen und somit die Macht der Schouts brechen. Im Jahre 1400 hatte der Amsterdamer Schout seine Stimme bei der Bürgermeisterwahl verloren. Elf Jahre später, wiederum an den Bürgermeister, das Recht neue Stadtbewohner (sogenannte Poorter) aufzunehmen. Im Jahre 1409 hatte der Schout die höchste Rechtsprechung innerhalb der Freiheit der Stadt erhalten. Ab dem Ende des 16. Jahrhunderts wurden der Schout, die Schepen und Bürgermeister mit „Mijne Heren van den Gerechte“ betitelt. Mit der Ausrufung der Batavischen Republik im Jahre 1795 wurde das Amt des Schouts aufgehoben. Unter der neuen Regierung wurde das Amt zweigeteilt; die Judikative unter der Leitung des Staatsanwaltes sowie die politische Abteilung, dem Bürgermeister (Maire) unterstehend.

### Liste der Schouts
Durch die Staaten von Holland angestellte Schouts (1566–1584):
Pieter Gerbrandszoonsz Ruysch 1566–1572 • Jakob van Boshuizen 1572/1573 • Andries Jan Holleslootszn Boelens 1573–1578 • Willem Maertsz Calff 1578–1581 • Jan Coenensz 1581–1584
Durch die Stadt Amsterdam angestellte Schouts (1584–1795):
Willem van der Does 1584–1620 • Jan ten Grootenhuys 1621–1646 • Pieter Hasselaer 1646–1649 • Cornelis de Vlaming van Oudshoorn 1649–1656 • Lambert Reynst 1656–1667 • Cornelis Jan Witsen 1667–1669 • Gerard Claesz Hasselaer 1669–1673 • Hendrik Roeters 1673–1681 • Jacob Boreel 1681–1691 • Jacob Jacobszn Hinlopen 1691–1694 • François de Vicq 1694–1697 • Francois de Vroede 1697–1701 • François de Vicq 1701–1705 • Gerbrand Michielsz Pancras 1706–1709 • Ferdinand van Collen 1709–1719 • Wigbold Slicher 1719–1726 • Jan Cornelisz Backer 1726–1737 • Ferdinand (II) van Collen 1737–1743 • Daniel de Dieu 1744–1749 • Willem Huyghens 1749–1763 • Isaac Sweers 1763–1767 • Willem Gerrit Dedel 1769–1782 • Abraham Calkoen 1782–1785 • Willem Cornelis Backer 1785–1792 • David Willem Elias 1792–1795

## Familien des Regentenpatriziats
Aufgelistet werden hier Geschlechter, die über mehrere Generationen hinweg Mitglieder in der Vroedschap, als Schepen und Bürgermeister stellten, und so faktisch eine Erblichkeit dieser Funktionen und Ämter innerhalb ihrer Familie sicherstellen konnten. Einige dieser Geschlechter stellten ihre aktive Handelstätigkeit in der ersten Hälfte des 17. Jahrhunderts ein, um sich abnun nur noch als Verwalter, Grundherren und Politiker zu betätigen.
| Name                                       | Erste Erwähnung             | in Amsterdam ab:                  | Adelstitel seit:                                                                                    | Anmerkungen | Persönlichkeiten (es finden hier nur die bis in das Jahr 1795 in der Stadtregierung tätigen Personen Erwähnung)                                                         | Wappen |
| ------------------------------------------ | --------------------------- | --------------------------------- | --------------------------------------------------------------------------------------------------- | --- | --- | ------ |
| Alewijn                                    |                             | 16. Jahrhundert                   | 1623                                                                                                | Die Familie behauptete aus französischem Adel zu stammen und vormals De Halluin geheißen zu haben | Fredrick Alewijn (1737–1804) |        |
| Van den Anxter                             |                             |                                   | | | Roemer Arend van den Anxter |        |
| Appelman                                   |                             |                                   | | | Balthazar Appelman |        |
| Backer                                     |                             | 1509                              | 1815                                                                                                | Die Ursprünge der Familie liegen im nordbrabantischen Drunen | Jacob Backer (1572–1643) Willem Cornelisz Backer (1595–1652) |        |
| Van Bambeek                                |                             |                                   | | | Nicolaas van Bambeek († 1722) |        |
| Bardes(en)                                 |                             |                                   | | | Dirck Symon Bardenz Willem Bardensz (Wilhelm Baerdesen) (1528–1601) |        |
| Bas                                        |                             |                                   | 1616                                                                                                | | Dirck Bas (1569–1637) |        |
| Van den Bempden                            |                             |                                   | | | Egidius van den Bempden (1667–1737) |        |
| Benning                                    |                             |                                   | | | Cornelis Benning |        |
| Bicker                                     | vor 1383                    | vor 1383                          | 1815                                                                                                | Die Familie ist die älteste, noch heutzutage existierende, Patrizierfamilie Amsterdams; † 1755 Linie Bicker van Swieten auf Schloss Swieten | Andries Bicker (1586–1652) Cornelis Bicker (1592–1654) Jan Bernd Bicker (1746–1812)                                                                                     |        |
| Van Beuningen                              |                             |                                   | | | Geurt van Beuningen (1565–1633) Coenraad van Beuningen (1622–1693) |        |
| Boelens                                    | vor 1360                    | vor 1360                          | | Die Familie kam zwischen den Jahren 1360 und 1680 in den Regierungslisten der Stadt vor. Das Geschlecht der Boelens Loen entstand Anfang des 16. Jahrhunderts durch die eheliche Verbindung von Mitgliedern der Familien Boelens und Loen                                                                                         | Andries Boelens (1455–1519) Albert Andriesz Boelens († 1551) Jacob Andriesz. Boelens († 1621)                                                                           |        |
| Boom                                       |                             |                                   | | | Pieter Cornelisz Boom Abraham Boom (1575–1642) |        |
| Boreel                                     | Ende des 14. Jahrhunderts   | 1383                              | 1619                                                                                                | Die Familie ist italienischen Ursprungs (Ferrara); der Name Boreel ist von der Berufsbezeichnung Borelli, Henker, abgeleitet | Willem Boreel (1591–1668) Jacob Boreel (1630–1697) |        |
| Brandt                                     |                             | 1478                              | | Die Familie behauptet von einem fränkischen Rittergeschlecht abzustimmen. Ein Zweig der Familie ließ sich im Zuge des Unabhängigkeitskampf der Niederlande unter anderem zusammen mit Diederik Jansz Graeff in der neutralen Hafenstadt Emden nieder und ist dort bis heute ansässig und gesellschaftlich in Funktionen vertreten | |        |
| Braseman                                   |                             |                                   | | | Jacob Braseman |        |
| Burgh                                      |                             |                                   | | | Albert Burgh (1593–1647) |        |
| Buyck                                      |                             |                                   | | | Joost Sijbrantsz Buyck (1505–1588) |        |
| Calkoen                                    |                             | um 1600                           | 1816                                                                                                | Die Familie hieß vormals van Dort(h) und war in der Grafschaft Zutphen beheimatet | Johannes Calkoen (1694–1768) |        |
| Clifford                                   | Mittelalter                 | zwischen den Jahren 1634 und 1640 | 1815                                                                                                | Die Familie ist englischen Ursprungs (Lincolnshire), eine Verwandtschaft zu den Baronen de Clifford und späteren Earls of Cumberland ist unbewiesen; † zur Mitte des 20. Jahrhunderts | Pieter Clifford (1712–1788) |        |
| Collen                                     | 15. Jahrhundert             | Ende des 17. Jahrhunderts         | 1630                                                                                                | Das Geschlecht stammte aus Aachen und hieß ursprünglich Von Cöln. Es existierte auch ein Zweig 'Van Colen' in Belgien; † 1853 | Ferdinand van Collen (1651–1735) Ferdinand (II) van Collen (1681–1764)                                                                                                  |        |
| Corver                                     |                             |                                   | | | Joan Corver (1628–1716) Gerrit Corver (1690–1756) |        |
| Coymans                                    |                             | 17. Jahrhundert                   | | Die Familie war auch in Curaçao und in Cádiz als Großhändler und Kaufleute sesshaft sowie im Sklavenhandel tätig; † 1759 | |        |
| Cromhout                                   |                             |                                   | | | Bartholt Cromhout |        |
| Dedel                                      | 14. Jahrhundert             | Ende des 17. Jahrhunderts         | 1815                                                                                                | Die Familie stammte aus Utrecht | Willem Gerrit Salomonsz Dedel (* 1734) |        |
| Deutz van Assendelft                       |                             | Mitte des 16. Jahrhunderts        | 1814                                                                                                | Das Geschlecht entstammte einer Kölner Vorstadt; † 1913 | Jean Deutz (1618–1673) Andries Adolf Deutz van Assendelft (1764–1833)                                                                                                   |        |
| Elias                                      | 15. Jahrhundert             | 16. Jahrhundert                   | 1815 (?)                                                                                            | Die Ursprünge der Familie liegen in der Gegend rund um ’s-Hertogenbosch, wo sie unter dem Namen de Cort aufgetreten ist | David Willem Elias (1758–1828) |        |
| Geelvinck                                  | Anfang des 16. Jahrhunderts | 1578                              | | † 1805 | Jan Cornelisz Geelvinck (1579–1651) Cornelis Geelvinck (1621–1689) Lieve Geelvinck (1676–1743) Joan (II) Geelvinck (1737–1802)                                          |        |
| Graafland                                  |                             | Ende des 16. Jahrhunderts         | 1815                                                                                                | | Joan Pietersz Graafland (1733–1821) |        |
| De Graeff                                  | um 1484 (?)                 | um 1484 (?)                       | 1677                                                                                                | Laut alten, heutzutage angezweifelten, Quellen den österreichischen Herren von Graben entstammend. Es existiert ua auch ein südafrikanischer Familienzweig | Jakob Dircksz de Graeff (1571–1638) Cornelis de Graeff (1599–1664) Andries de Graeff (1611–1678)                                                                        |        |
| De Grebber                                 | 13. Jahrhundert             | Ende des 13. Jahrhunderts         | Alter Adel                                                                                          | Stammherren der Familie Pauw; Wappenvererbung an die De Graeff | |        |
| Hasselaer                                  |                             |                                   | | | Pieter Hasselaer (1583–1651) Gerard Aarnout Hasselaar (1698–1766) |        |
| Van Heemskerck                             | womöglich aus altem Adel    | 16. Jahrhundert                   | 1687 Adelserneuerung als Reichsgraf                                                                 | Der Amsterdamer Familienzweig hieß vormals Van Beest bzw. Van Beest van Heemskerck; 1896 wurde das Geschlecht in den preußischen Adel eingeführt | Coenraad van Heemskerck (1646–1702) Willem van Heemskerck (1718–1784)                                                                                                   |        |
| De Hochepied                               | Anfang des 16. Jahrhunderts | Beginn des 17. Jahrhunderts       | 1704                                                                                                | Die ältesten bekannten Namensträger lebten im französischen Teil Flanderns und hießen De Boitrencourt. Der Zweig De Hochepied-Laprent war auch dem englischen Adel zugehörig; heutzutage ist die Familie auch in der Türkei und in Frankreich gefestigt                                                                           | |        |
| Hooft                                      | 15. Jahrhundert (?)         | um 1550                           | 1815                                                                                                | Die Familie stammte ursprünglich aus dem Gebiet von Zaanstreek | Cornelis Hooft (1547–1627) Henrick Hooft (1617–1678) Gerrit Hendricksz Hooft (1649–1717) Gerrit Hooft (1687–1767) Hendrik Hooft (1716–1794)                             |        |
| Hop                                        |                             |                                   | | | |        |
| Hudde                                      |                             |                                   | | | Johann van Waveren Hudde (Johan Hudde) (1628–1704) |        |
| Huydecoper van Maarsseveen                 |                             | 1578                              | 1637                                                                                                | Das Geschlecht wurde bis zur Mitte des 16. Jahrhunderts Bal genannt. Es existiert auch ein afrikanischer Familienzweig | Joan Huydecoper (I) van Maarsseveen (1599–1661) Johan Huydecoper (II) van Maarsseveen (1625–1704)                                                                       |        |
| Huyghens                                   |                             |                                   | | | |        |
| Lestevenon                                 |                             |                                   | | | |        |
| Loen                                       |                             |                                   | | Eines der älteren Geschlechter der Stadt. Das Geschlecht der Boelens Loen entstand Anfang des 16. Jahrhunderts durch die eheliche Verbindung von Mitgliedern der Familien Boelens und Loen. | Claes Fransz Loen Cornelis Hendricksz Loen (1481–1547) |        |
| Van Loon                                   | Anfang des 15. Jahrhunderts | 1604                              | 1815                                                                                                | Die Familie stammte ursprünglich aus dem nordbrabantischen Loon op Zand | Willem van Loon (1605–1645) |        |
| Munter                                     |                             |                                   | | | Willem Munter (1682–1759) |        |
| Van Neck                                   |                             |                                   | | | |        |
| Oetgens (van Waveren) und Bors van Waveren |                             |                                   | | | Frans Hendricksz Oetgens van Waveren (1558–1625) Antonie Oetgens van Waveren (1585–1658) Gerard Bors van Waveren (1639–1693)                                            |        |
| Den Otter                                  |                             |                                   | | | Dirck Hillebrantsz Otter |        |
| Pancras                                    |                             |                                   | | | Gerbrand Claesz Pancras (1591–1649) Nicolaes Pancras |        |
| Pauw                                       | 13. Jahrhundert             | vor 1566                          | Die Familie entstammte dem altadrligen Geschlecht De Grebber und wurde im Jahre 1621 erneut geadelt | als Stammvater des Geschlechts gilt Claes de Grebber, der 1306 baljuw van Waterland (Vogt des Waterlandes) war | Reinier Pauw (1564–1636) Michiel Pauw (1590–1640) |        |
| Pels                                       |                             |                                   | | | |        |
| Van de Poll                                | Mittelalter                 | Ende des 16. Jahrhunderts         | alter Adel                                                                                          | Das Geschlecht der Van de Poll entlehnte seinen Namen von dem Gutsbesitz den Pol bei Mastwijk im land van Montfoort gelegen, welches in ihrem Besitz war | Jan (II.) van de Poll (1666–1735) Jan (III.) van de Poll (1668–1745) Jan Wolters van de Poll (1759–1826)                                                                |        |
| Reael                                      |                             |                                   | | | |        |
| Rendorp                                    |                             | Mitte des 16. Jahrhunderts        | 1815                                                                                                | Die Familie stammt aus Lüneburg | Pieter Rendorp (1703–1760) Joachim Rendorp (1728–1792) |        |
| Reynst                                     | 15. Jahrhundert             | 15. Jahrhundert                   | 1840                                                                                                | | Gerrit Reynst (1599–1658) Lambert Reynst (1613–1679) |        |
| Ruysch                                     |                             |                                   | | | Dirck Heymansz Ruysch († 1509) |        |
| Sael                                       |                             |                                   | | | |        |
| Sautijn                                    |                             | 1576                              | | Die Familie Sautijn stammte ursprünglich aus Belgien | Jan Sautijn (1680–1750) |        |
| Schaep                                     |                             | Mitte des 15. Jahrhunderts        | alter Adel                                                                                          | Ursprünglich eine Familie des niederen Adels aus der niederländischen Provinz Overijssel | Gerard Schaep (1598–1666) |        |
| Six                                        |                             | 1585                              | 1815                                                                                                | Ursprünglich war die Familie in den südlichen Niederlanden beheimatet | Jan Six (1618–1700) Jan (II) Six (1668–1750) |        |
| Spiegel                                    |                             |                                   | | | |        |
| Trip                                       | 15. Jahrhundert             | 1615                              | 1815 (1817)                                                                                         | Die Ursprünge der Familie liegen in Zaltbommel | Jan Trip van Berckenrode (1664–1732) |        |
| Valckenier                                 | 1450                        | 1557                              | Ende des 19. Jahrhunderts Valckenier von Geusau                                                     | Die Familie führte ursprünglich den Beruf des Falckners (daher auch der Name Valckenier) beim Herzog von Geldern aus | Gillis Valckenier (1623–1680) |        |
| De Vicq                                    |                             |                                   | | | François de Vicq (1646–1707) |        |
| De Vlaming van Oudshoorn                   |                             |                                   | | | Cornelis Jansz de Vlaming († 1519) Pieter de Vlaming van Oudshoorn (1563–1628) Dirck de Vlaming van Oudshoorn (1574–1643) Cornelis de Vlaming van Oudshoorn (1613–1688) |        |
| Van Vlooswijck                             | um 1500                     | vor 1578                          | kein Adelsstand                                                                                     | ursprünglich durch Patronyne bekannt; ab 1551 nach dem Zehnt von zwei Hufen in Vlooswijk 'Van Vlooswijck' genannt; ab 1649 durch Kauf im Besitz der Herrlichkeit von Vlooswijk | Cornelis van Vlooswijck |        |
| De Vries                                   |                             |                                   | | | |        |
| De Vry Temminck                            |                             |                                   | | | Jan Egbertsz de Vry Egbert de Vry Temminck |        |
| Witsen                                     |                             | 1557                              | | Die Ursprünge der Witsens liegen wahrscheinlich im nordholländischen Akersloot | Cornelis Jan Witsen (1605–1669) Nicolaes Witsen (1641–1717) |        |
| De Witt                                    | vor 1520                    |                                   | | Die Familie ist nicht zu stammesverwandt mit den De Witt aus Dordrecht | François de Witt (1706–1777) |        |

### Übrige (Patrizier)familien
Aufgelistet werden hier Familien mit teils nur einem in der Stadtregierung als Vroedschap, Schepen oder Bürgermeister tätigen Mitglied, oder auch Patronymfamilien mit einem oder mehreren in der Regierung tätigen Familienmitgliedern. In der Mehrzahl hatten es diese Familien nicht erreicht, aufgrund fehlendem Wohlstand, Einfluss oder maßgeblicher Verwandtschaftsverhältnisse diverse Regierungsämter innerhalb ihrer Familie faktisch erblich zu machen. Weiters finden sich auch Familien hier, die aufgrund von ökonomischen, gesellschaftlicher und politischen Veränderungen nur kurzfristig in Regierungsverantwortung standen.
- Vor der Alteratie – „1343–1578“:

Abbe • Ackerman • Adams • Alberts • Alckemade • Allerts • Van Amstel • Andriesz • Arends • Auwels • Baers • Beduynre • Van den Berge • Beth • Van Beverwaarde • Blommert • Brandt • Breekveld • Canter(t) • Brouwer • Claasz • Codde • Coen • Coet • Colyn (Colijn) • Coppens • Delman • De(a)yman • Diemen • Dirksz • Doos • Duyn • Eggert • Engels • Gaef • Gerritsz • Van Goye • Van der Graft • Gysbertsz • Van Haerlem • Haring • Harmens • Haymensz • Helmer (Vorfahren der Familie Bicker) • Heyn • Hendricksz • Heymensz • Heynen • Holland • Hollersloot • Van Hoorn • Van Hoppen • Jacobsz • Jansz • Ilp • Kreck • Kryt • Kuyper • Louwen • Marcus • Van Marken • Mattheeusz • Meeus • Meiling • Meindertsz • Melis • Moyaerd • Nobel • Noirt • Occo • Oert • Ottens • Oudebroek • Van der Ouder-Amstel • Peeckstok • Persyn / Persijn • Pietersz • Pollen • Pont • Pouwelsz • Prins • Reyers • Reyndertsz • Reyniersz • Roelofsz • Rolle • Roclaas • Rodding • Van Ruwiel • Ryser • Schelling • Schepen • Van Schoonhoven • Sillemoer • Smit • Stans • Stuyver • Van Swieten • Symonsz • Taling • Teding • Tymans • Vechters • Verwer • Vries • De Vroede • Walichs • Willemsz • De Witte • Van Wormer
- Nach der Alteratie – „1578–1795“:

Banning Cocq • Berewout • Bernard • Blaauw • Boudaen • Bouwens • Brandt • Van Bronkhorst • Bruyningh • Van Campen • Cant (Kant) • Capit (Coppit) • Dieu • Van der Does • Van der Dussen • Duyvens • Egbertsz • Fay • Van Ghesel • Graswinckel • Grootenhuys • Van Harencarspel • De Haze (de Georgio) • Van Helmond • Van Helmert • Hinlopen • Van Hoesen • Hoing • Van Hoorn • Hulft • Kalf • Kloeck • Van Lennep • Van Marken • Van Marselis • Van der Meer • Muilman • Overlander (van Purmerland) • Opmeer • Ortt • Pater • De Petersen • Poppen • Raap • Raaphorst • Ranst • Roch • Roelofsz • Roeters • Van Ruytenburg • Schellinger • Scott • Scryver • Slicher • De Smeth • Son • Van Teylingen • Tulp • Van Stryen • Velters • Verburg • Vink • De Vroede • De Wilhem